# Manifest (obraz Wojciecha Weissa)
Manifest – obraz olejny namalowany przez polskiego malarza Wojciecha Weissa w 1949 lub 1950 roku, znajdujący się w zbiorach Muzeum Narodowego w Warszawie.

## Opis
Obraz Weissa przedstawia sześciu robotników, uczestniczących w apelu, we wnętrzu hali fabrycznej. Mężczyzna stojący po skrajnie lewej stronie obrazu odwrócony do widza tyłem, czyta z trzymanej w dłoniach kartki tytułowy manifest pozostałym uczestnikom zgromadzenia. Wygłaszający przemowę pod prawą pachą trzyma zwiniętą brązową torbę i zasłania sobą jednego ze słuchaczy. Po prawej od odczytującego, przodem do widza stoją kolejni robotnicy – każdy z nich ma inny wyraz twarzy i oczu. Mężczyzna w jasnobrązowej czapce i kombinezonie ma melancholijny wyraz twarzy i spogląda przed siebie. Za nim stoi kolejny uczestnik apelu w czarnej czapce z daszkiem, który w zamyśleniu spogląda lekko w dół. Osobą na obrazie która skupia na sobie największą uwagę jest młody robotnik trzymający w dłoniach czerwony sztandar, który w wielkim skupieniu słucha manifestu, z dumnie podniesioną głową i błyskiem w oczach. Stojący obok niego mężczyzna widoczny po prawej stronie obrazu, ma skrajnie odmienne odczucia względem odczytywanego manifestu, bowiem na jego twarzy widoczny jest grymas niezadowolenia. 
Manifest to obraz socrealistyczny w swojej wymowie (bohaterowie z proletariatu wysłuchujący manifestu z domyślnie komunistycznym sztandarem) i realistyczny w formie, gdyż bez zniekształceń i abstrakcji odzwierciedla ówczesną rzeczywistość Polski Ludowej. Był jednym z ostatnich dzieł Weissa. Został wyróżniony pierwszą nagrodą podczas Pierwszej Ogólnopolskiej Wystawy Plastyki w Warszawie w 1950 i zakupiony z wystawy do kancelarii prezydenta Bolesława Bieruta.

## Interpretacje
W ocenie Anny Markowskiej twórczość Weissa z tego okresu charakteryzuje historyzm i „postawa antymodernistyczna, związana ze sztuką figuralną i niechęcią do estetycznej puryfikacji i redukcji środków oraz do systematycznej analizy”. Mimo że Manifest odpowiada na oczekiwania stawiane ówczesnej sztuce i podejmuje postulat realizmu, „nie jest obrazem socrealistycznym”.
Według Mieczysława Porębskiego „wszyscy wtajemniczeni wiedzieli dobrze, że dzielny, młody robotnik z czerwonym sztandarem, który stanowi trzon całej kompozycji, to nie żaden robotnik, ale Pan Dziuba, popularny pedel krakowskiej Akademii Sztuk Pięknych, który z rewolucyjnymi wystąpieniami jako żywo niewiele miał wspólnego”.